# ブルックス・クリスキー
ブルックス・ジョセフ・クリスキー（Brooks Joseph Kriske, 1994年2月3日 - ）は、アメリカ合衆国アリゾナ州スコッツデール出身のプロ野球選手（投手）。右投右打。MLBのミネソタ・ツインズ所属。

## 経歴

### プロ入り前
高校はカリフォルニア州パームデザートのパームデザート高校に進学。カリフォルニア州高校連盟（CIF）における大会で、2010年から2012年まで3年連続で州決勝戦進出に貢献し、2010年と2012年は優勝した。2012年の決勝戦では完封勝利を収めた。高校通算で2度の州選抜に選ばれた。
大学は南カリフォルニア大学（USC）に進学。USCトロージャンズに所属した。

### プロ入りとヤンキース時代
2016年のMLBドラフト6巡目（全体188位）でニューヨーク・ヤンキースから指名され、契約を結びプロ入りと果たした。同年は傘下A-級のスタテンアイランド・ヤンキースでプロデビューを果たした。しかし、2016年シーズン中にトミー・ジョン手術を受けたため、2017年は登板がなかった。
2018年は、スタテンアイランド・ヤンキースと、傘下A級のチャールストン・リバードッグスでプレー。
2019年は、傘下A-級のタンパ・ターポンズでフロリダ・ステートリーグのオールスターに選出された。その後、傘下AA級のトレントン・サンダーに昇格した。シーズン終了後には、ヤンキースの40人枠入りを果たした。
2020年は、3月に傘下AAA級のスクラントン・ウィルクスバリ・レイルライダースに昇格した。しかし、COVID-19の影響でマイナーリーグのシーズンが中止となった。それでも、7月26日にアクティブ・ロースターに入ると、同29日のボルチモア・オリオールズ戦でメジャーデビューを果たし、1回を1四球2奪三振無失点に抑えた。しかし、最終的には4試合の登板で防御率14.73に終わったが、3回2/3で8奪三振を記録した。
2021年は、AAA級のレイルライダースで開幕を迎えた。6月に2回、7月に1回、ヤンキースに再昇格し、7月21日のフィラデルフィア・フィリーズ戦（ヤンキー・スタジアム）では、5-5の延長10回表に登板し無失点に抑えると、その裏にチームがサヨナラ勝ちしたため、メジャー初勝利を挙げた。翌22日のボストン・レッドソックス戦（フェンウェイ・パーク）では、1点リードの10回裏に登板するも、MLBレギュラーシーズン最多タイとなる1イニング4暴投を記録するなど、0回2/3を1四球2失点（自責1）で敗戦投手となり、試合後にAAAに降格となった。9月14日、DFAとなった。

### オリオールズ時代
2021年9月16日、オリオールズが獲得を表明した。傘下AAA級のノーフォーク・タイズで1試合に登板し、無失点に抑えると、同19日にメジャー昇格。同22日、フィリーズ戦（シチズンズ・バンク・パーク）の7回裏、2点を取られなおも二死一・三塁の場面で移籍後初登板。アンドリュー・マカッチェンをキャッチャーへのファウルフライに抑え、無失点で切り抜けた。しかし、最終成績は、4試合（3回2/3）に登板して防御率12.27に終わり、11月30日にFAとなった。

### DeNA時代

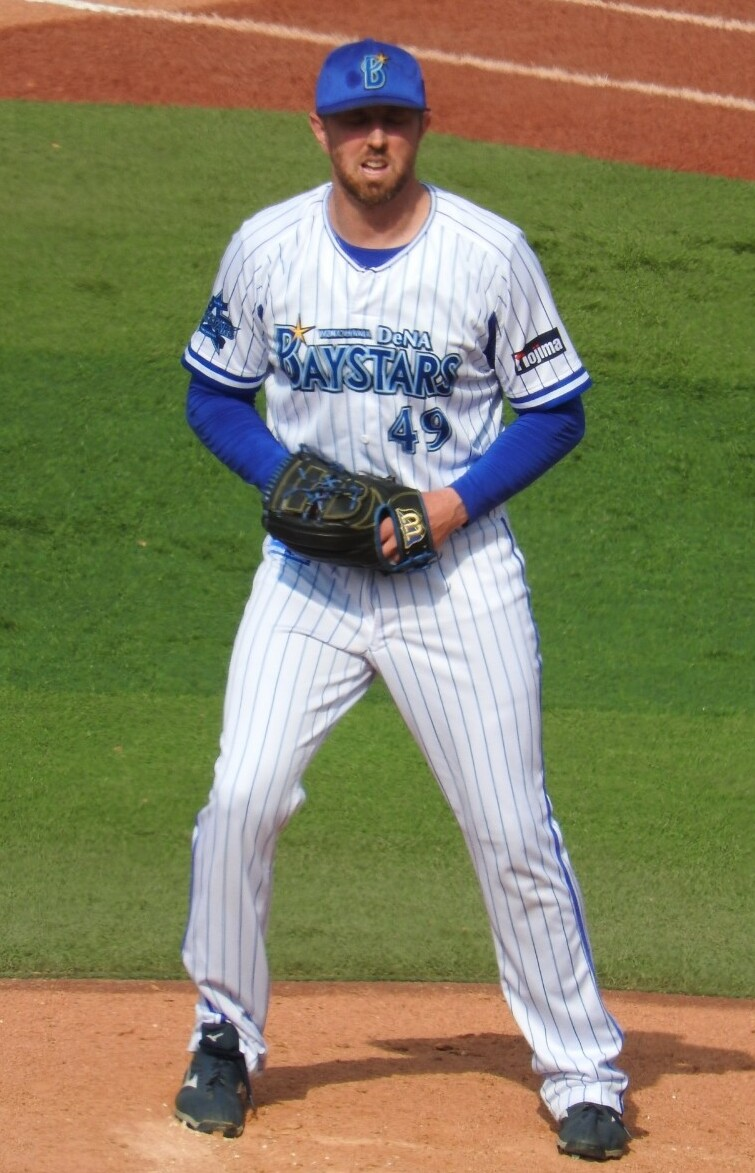
横浜DeNAベイスターズ時代
（2022年6月4日、横浜スタジアムにて）

2021年12月8日、横浜DeNAベイスターズが獲得を発表した。背番号は49。
2022年は、新型コロナウィルスに伴う入国制限によりチームへの合流が遅れたが、3月13日に来日し、隔離期間を経て23日に入団会見を行った。その後、二軍での調整登板を経て、4月12日に一軍登録。同日の読売ジャイアンツ戦（沖縄セルラースタジアム那覇）で、リリーフとして初登板し、2回を無失点に抑えた。4月17日の東京ヤクルトスワローズ戦（横浜スタジアム）では、ピンチを招いたエドウィン・エスコバーに代わり、8回途中に登板し無失点に抑えたが、続投した9回に失点し、初黒星を喫した。4月21日の阪神タイガース戦（横浜スタジアム）では、2点リードの6回表に登板し無失点に抑えると、そのまま雨天でコールドとなりチームは勝利し、初セーブを記録した。6月4日の東北楽天ゴールデンイーグルス戦（横浜スタジアム）に2番手投手として6回から2イニングを無失点に抑え、チームの逆転勝利を呼び込むピッチングで、来日初勝利を挙げた。その後もリリーフとして登板を続けていたが、7月3日のヤクルト戦で登板中に右肘の違和感で途中降板し、右前腕の炎症で登録抹消された。二軍で実戦復帰し調整をしていた9月14日、発熱、腹痛、倦怠感の症状があり新型コロナウィルスの陽性判定を受け一軍復帰が無いままシーズンを終えた。オフの11月30日に翌年の契約を結ばないことが発表され、12月2日に自由契約公示された。

### ロイヤルズ時代

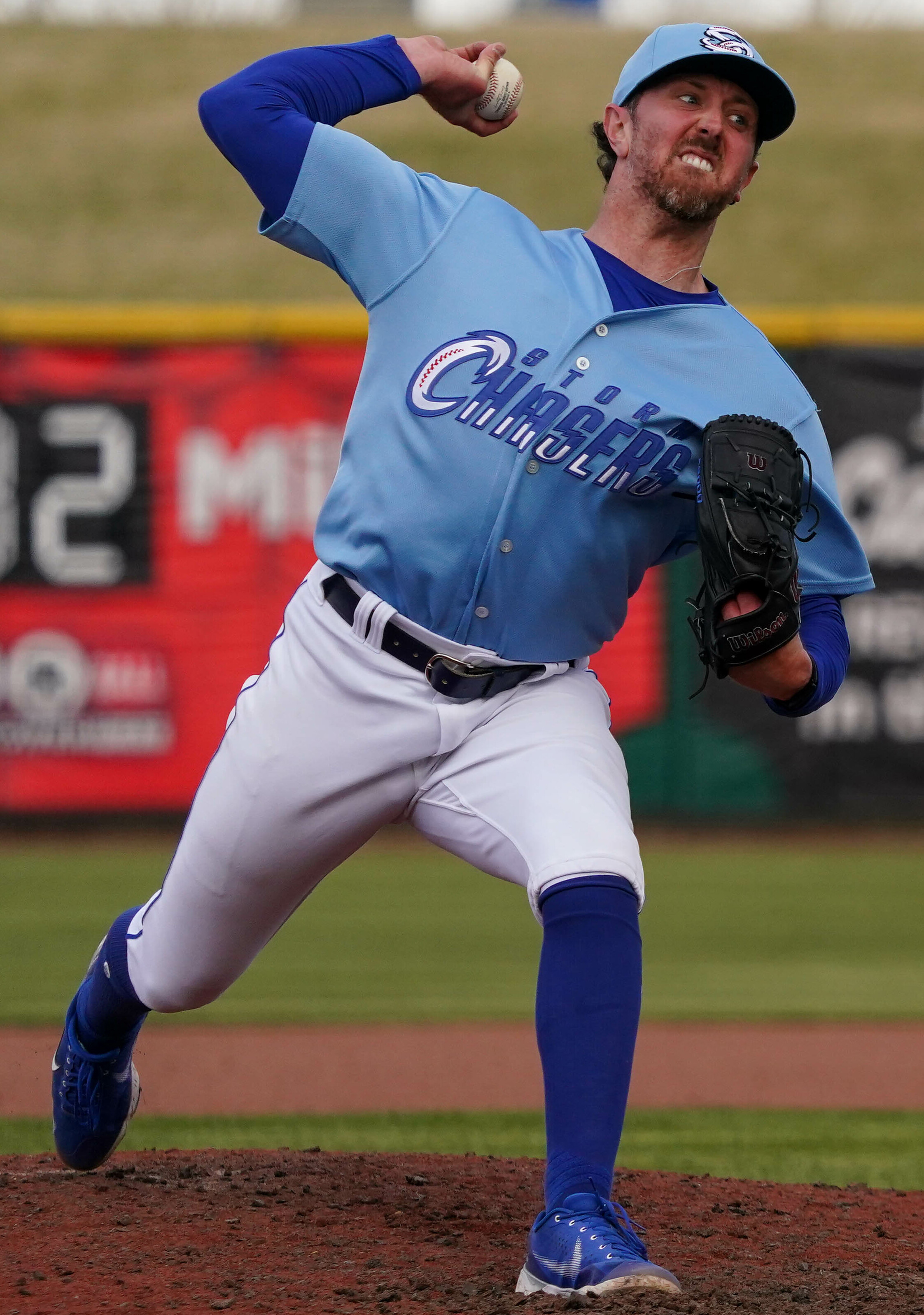
AAA級オマハ時代
（2023年4月9日）

2022年12月15日、カンザスシティ・ロイヤルズとマイナー契約を結んだ。
2023年6月18日にメジャー契約を結んでアクティブ・ロースター入りした。その後、NPB球団との契約を結ぶため7月21日にリリースされた。

### 西武時代

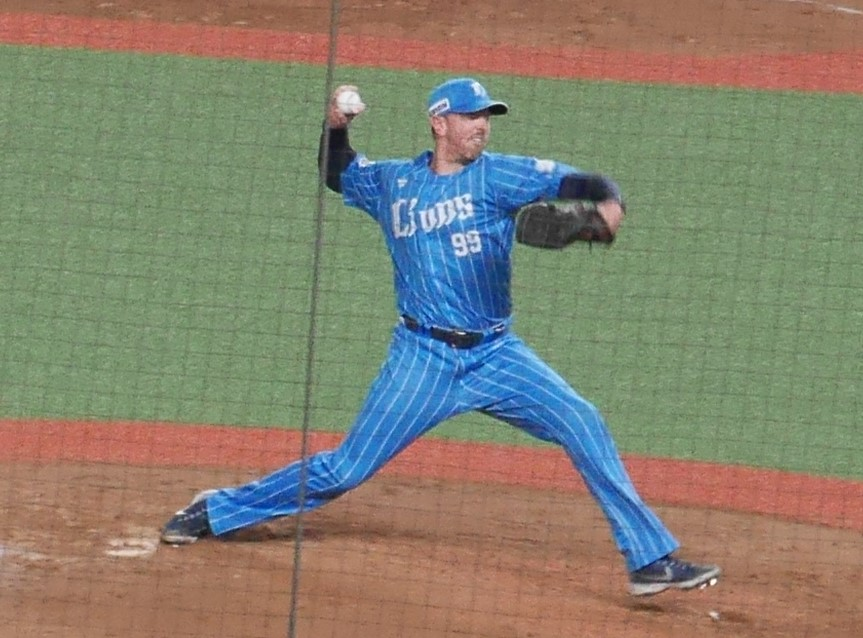
埼玉西武ライオンズ時代
（2023年8月23日 ベルーナドーム）

2023年7月27日にNPBの埼玉西武ライオンズと契約した。背番号は99。
二軍での調整登板を経て、8月23日のオリックス・バファローズ戦（ベルーナドーム）で、移籍後初登板を果たし、1イニングを3者凡退に抑えた。その後、8月31日の東北楽天ゴールデンイーグルス戦（楽天モバイルパーク宮城）では、増田達至の不調により1点リードの9回を任され、3者凡退に抑えて移籍後初セーブを記録した。その後はセーブがつく場面を中心に登板し、最終的に14試合で7セーブ2ホールド、防御率1.93を記録した。オフの10月31日に翌年の契約を結ばないことが発表され、同日に自由契約公示された。

### レッズ時代
2023年12月20日にシンシナティ・レッズとマイナー契約を結び、翌2024年のスプリング・トレーニングに招待選手として参加することになった。6月17日にメジャー契約を結んだがアクティブ・ロースター入りはならず、8月22日にDFAとなった。

### オリオールズ時代
2024年8月25日にウェーバー公示を経てボルティモア・オリオールズに移籍した。9月30日にアクティブ・ロースター入りしたもの試合出場はなかった。10月31日にFAとなった。

### カブス時代
2025年2月7日にシカゴ・カブスとマイナー契約を結んだ。5月24日にメジャー契約を結び昇格し、同日のシンシナティ・レッズ戦に7回から登板し2回を無失点で終えた。
同年8月2日、DFAとなり、ウェーバーにかけられた。

### ツインズ時代
2025年8月5日、ミネソタ・ツインズがウェーバーで獲得した。

## 投球スタイル
| 球種         | 割合 | 平均球速 | 平均球速 | 最高球速 | 最高球速 |
| 球種         | %    | mph      | km/h     | mph      | km/h     |
| ------------ | ---- | -------- | -------- | -------- | -------- |
| フォーシーム | 54.1 | 95.3     | 153.4    | 98       | 157.7    |
| スプリッター | 39.7 | 84.9     | 136.6    | 86.7     | 139.5    |
| スライダー   | 6.2  | 83.8     | 134.9    | 85.4     | 137.4    |

最速98mph（約157.7km/h）の速球と、決め球であるスプリットが投球の大半を占める。スプリットは2021年に空振り率50％を記録している。しかし変化球の制球に難がある。

## 人物
「ブルックス」という名前はブルックス・ロビンソンにちなんで名付けられた。

## 詳細情報

### 年度別投手成績
| 年 度    | 球 団    | 登 板 | 先 発 | 完 投 | 完 封 | 無 四 球 | 勝 利 | 敗 戦 | セ 丨 ブ | ホ 丨 ル ド | 勝 率 | 打 者 | 投 球 回 | 被 安 打 | 被 本 塁 打 | 与 四 球 | 敬 遠 | 与 死 球 | 奪 三 振 | 暴 投 | ボ 丨 ク | 失 点 | 自 責 点 | 防 御 率 | W H I P |
| -------- | -------- | ----- | ----- | ----- | ----- | -------- | ----- | ----- | -------- | ----------- | ----- | ----- | -------- | -------- | ----------- | -------- | ----- | -------- | -------- | ----- | -------- | ----- | -------- | -------- | ------- |
| 2020     | NYY      | 4     | 0     | 0     | 0     | 0        | 0     | 0     | 0        | 0           | ----  | 22    | 3.2      | 3        | 1           | 7        | 0     | 0        | 8        | 2     | 0        | 6     | 6        | 14.73    | 2.73    |
| 2021     | NYY      | 8     | 0     | 0     | 0     | 0        | 1     | 1     | 0        | 0           | .500  | 41    | 7.2      | 12       | 5           | 6        | 0     | 1        | 7        | 5     | 0        | 14    | 13       | 15.26    | 2.35    |
| 2021     | BAL      | 4     | 0     | 0     | 0     | 0        | 1     | 0     | 0        | 0           | 1.000 | 15    | 3.2      | 5        | 2           | 0        | 0     | 0        | 4        | 0     | 0        | 5     | 5        | 12.27    | 1.36    |
| '21計    | BAL      | 12    | 0     | 0     | 0     | 0        | 2     | 1     | 0        | 0           | .667  | 56    | 11.1     | 17       | 7           | 6        | 0     | 1        | 11       | 5     | 0        | 19    | 18       | 14.29    | 2.03    |
| 2022     | DeNA     | 18    | 0     | 0     | 0     | 0        | 1     | 1     | 1        | 4           | .500  | 89    | 21.0     | 15       | 2           | 13       | 0     | 0        | 26       | 3     | 0        | 7     | 6        | 2.57     | 1.33    |
| 2023     | KC       | 4     | 0     | 0     | 0     | 0        | 0     | 0     | 0        | 0           | ----  | 25    | 6.2      | 3        | 2           | 4        | 0     | 0        | 6        | 0     | 0        | 3     | 3        | 4.05     | 1.05    |
| 2023     | 西武     | 14    | 0     | 0     | 0     | 0        | 0     | 0     | 7        | 2           | ----  | 56    | 14.0     | 6        | 1           | 9        | 1     | 0        | 13       | 3     | 0        | 3     | 3        | 1.93     | 1.07    |
| MLB：3年 | MLB：3年 | 20    | 0     | 0     | 0     | 0        | 2     | 1     | 0        | 0           | .667  | 103   | 21.2     | 23       | 10          | 17       | 0     | 1        | 25       | 7     | 0        | 28    | 24       | 11.22    | 1.85    |
| NPB：2年 | NPB：2年 | 32    | 0     | 0     | 0     | 0        | 1     | 1     | 8        | 6           | .500  | 145   | 35.0     | 21       | 3           | 22       | 1     | 0        | 39       | 6     | 0        | 10    | 9        | 2.31     | 1.23    |

- 2023年度シーズン終了時

### 年度別守備成績
| 年 度 | 球 団 | 投手（P） | 投手（P） | 投手（P） | 投手（P） | 投手（P） | 投手（P） |
| 年 度 | 球 団 | 試 合     | 刺 殺     | 補 殺     | 失 策     | 併 殺     | 守 備 率  |
| ----- | ----- | --------- | --------- | --------- | --------- | --------- | --------- |
| 2020  | NYY   | 4         | 0         | 0         | 0         | 0         | ----      |
| 2021  | NYY   | 8         | 0         | 2         | 0         | 0         | 1.000     |
| 2021  | BAL   | 4         | 0         | 0         | 0         | 0         | ----      |
| '21計 | BAL   | 12        | 0         | 2         | 0         | 0         | 1.000     |
| 2022  | DeNA  | 18        | 4         | 1         | 0         | 0         | 1.000     |
| 2023  | KC    | 4         | 0         | 0         | 0         | 0         | ----      |
| 2023  | 西武  | 14        | 0         | 0         | 0         | 0         | ----      |
| MLB   | MLB   | 20        | 0         | 2         | 0         | 0         | 1.000     |
| NPB   | NPB   | 32        | 4         | 1         | 0         | 0         | 1.000     |

- 2023年度シーズン終了時

### 記録

#### MLB
初記録
- 初登板：2020年7月29日、対ボルチモア・オリオールズ戦（オリオール・パーク・アット・カムデン・ヤーズ）、9回裏に4番手で救援登板・完了、1回無失点
- 初勝利：2021年7月21日、対フィラデルフィア・フィリーズ戦（ヤンキー・スタジアム）、10回表に7番手で救援登板・完了、1回無失点

その他の記録
- 1イニング4暴投：2021年7月22日、ボストン・レッドソックス戦（フェンウェイ・パーク）※MLBシーズンタイ記録[20]

#### NPB
初記録
- 初登板：2022年4月12日、対読売ジャイアンツ1回戦（沖縄セルラースタジアム那覇）、6回裏に4番手で救援登板、2回無失点[24]
- 初奪三振：同上、6回裏にアダム・ウォーカーから空振り三振
- 初セーブ：2022年4月21日、対阪神タイガース5回戦（横浜スタジアム）、6回表に3番手で救援登板・完了、1回無失点 ※6回裏途中降雨コールド
- 初勝利：2022年6月4日、対東北楽天ゴールデンイーグルス2回戦（横浜スタジアム）、6回表に2番手で救援登板、2回無失点[47]
- 初ホールド：2022年6月11日、対千葉ロッテマリーンズ2回戦（ZOZOマリンスタジアム）、9回裏に4番手で救援登板、1回無失点

### 背番号
- 82（2020年 - 2021年9月14日）
- 86（2021年9月16日 - 同年終了）
- 49（2022年）
- 78（2023年 - 同年7月21日）
- 99（2023年7月27日 - 同年終了）
- 57（2025年5月24日 - 同年8月2日）
- 61（2025年8月5日 - ）